# 12089 Майчін
12089 Майчін (12089 Maichin) — астероїд головного поясу, відкритий 20 квітня 1998 року.
Тіссеранів параметр щодо Юпітера — 3,544.